# Simulium subcostatum
Simulium subcostatum är en tvåvingeart som först beskrevs av Takahasi 1950.  Simulium subcostatum ingår i släktet Simulium och familjen knott. Inga underarter finns listade i Catalogue of Life.